# Lap tapping
Lap tapping je technika hry na kytaru, při které nástroj spočívá na klíně (=lap) sedícího hráče - podobně, jako například u lap steel kytary či u dobra. Hráč při tomto stylu nehraje na kytaru klasickým způsobem, tedy drnkáním, nýbrž struny na pražcích mačká (=tapping) a provádí také různé údery do strun, které následně spolu s kytarou vytváří velmi specifický a nezaměnitelný zvuk. Nebývají zvláštností ani údery přímo do těla kytary. Tímto způsobem hry se proslavil zejména kanadský kytarista Erik Mongrain, který by se dal zároveň označit i jako velký inovátor a průkopník této techniky. Z dalších hráčů je to například britský písničkář Jake Morley a v neposlední řadě také Ben Howard. České republice se lap tappingu věnují Tomáš J. Holý či Adam Morkus. 